# Hubert Meister
Pour les articles homonymes, voir Meister.
Hubert Meister (né le 25 septembre 1938 à Miesbach, mort le 15 novembre 2010 à Munich) est un organiste et musicologue allemand.

## Biographie
Meister étudie la musique, la philosophie, la théologie et la musicologie à Munich, Innsbruck, Rome et Cologne. Il est professeur de musicologie et de théorie musicale à la Musikhochschule de Munich. De 1975 à 1992, il fut également professeur d'orgue à l'École de musique d'église de Ratisbonne.
Il réalise divers enregistrements de maîtres anciens en concert, en particulier des œuvres de Johann Sebastian Bach, qui bénéficient d'une protection audiovisuelle. 
Ses travaux sont principalement d'ordre musicologique.

## Source
- (de) Cet article est partiellement ou en totalité issu de l’article de Wikipédia en allemand intitulé « Hubert Meister » (voir la liste des auteurs).